# Thore Tillman

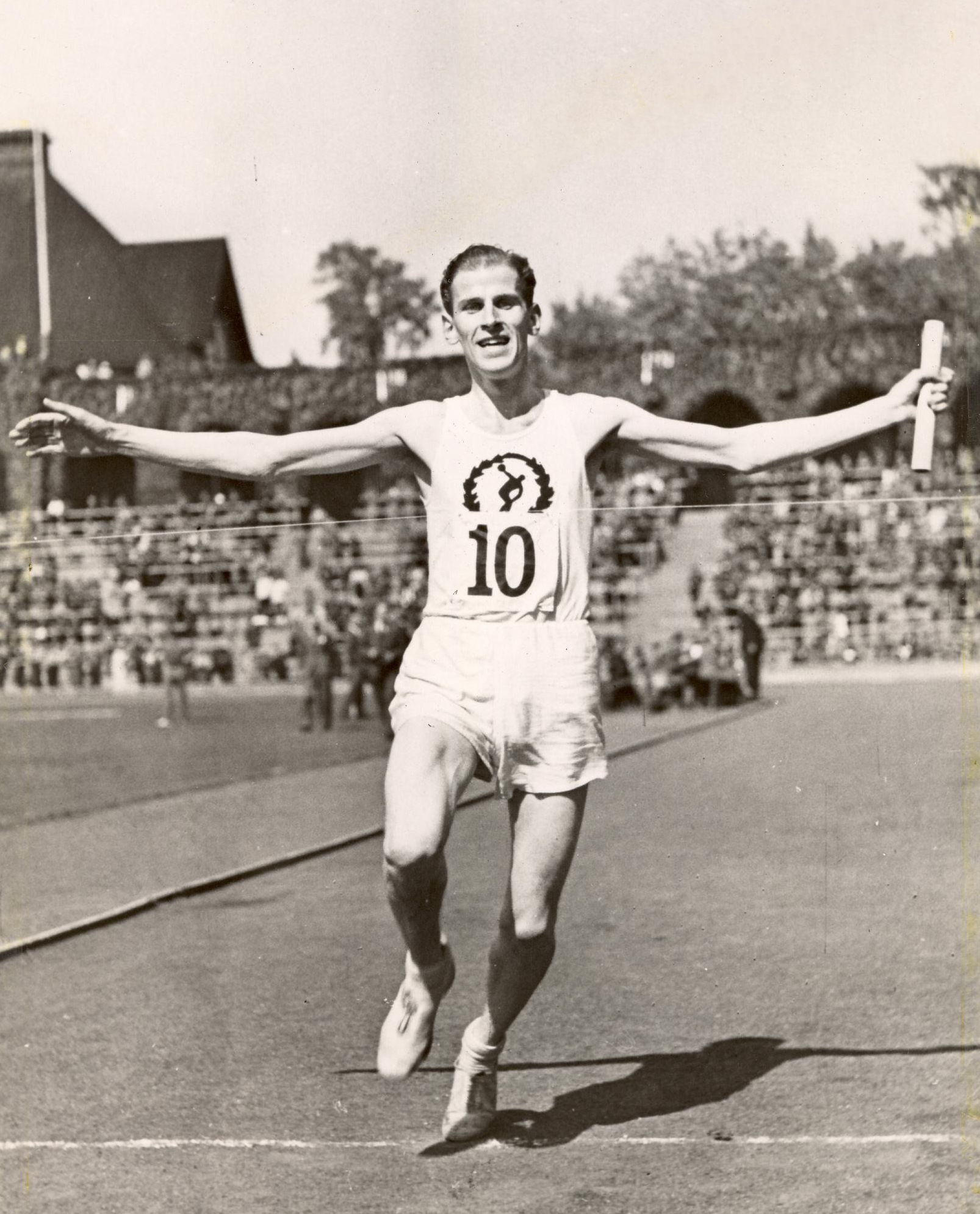
Thore Tillman, 1937

Thore Tillman (* 9. August 1915; † 2004) war ein schwedischer Langstreckenläufer.
Über 10.000 m wurde er bei den Leichtathletik-Europameisterschaften 1938 in Paris Fünfter und erreichte 1946 in Oslo nicht das Ziel.
Viermal wurde er Schwedischer Meister über 10.000 m (1938, 1939, 1944, 1946) und einmal im Crosslauf (1941).

## Persönliche Bestzeiten
- 5000 m: 14:24,8 min, 16. Juni 1939, Stockholm
- 10.000 m: 30:15,2 min, 12. Juli 1945, Stockholm